# Escut de Mutxamel
L'escut de Mutxamel és un símbol representatiu oficial de Mutxamel, municipi del País Valencià, a la comarca de l'Alacantí. Té el següent blasonament:
| « | Truncat. Primer, d'or, els quatre pals de gules. Segon, de sinople, tres flors d'ametler, d'argent. Per timbre corona reial, tancada. | » |

## Història
L'escut va ser aprovat mitjançant el Reial Decret 2.505/1978, de 29 de setembre, publicat en el BOE núm. 257, de 27 d'octubre de 1978.
Mostra les armes del Regne de València, en record de la seua pertinença a la ciutat d'Alacant fins a 1736, i per la seua condició de vila reial durant un període. Les flors són un senyal parlant referent a la mel del topònim de la localitat; etimològicament, però, Mutxamel sembla que podria derivar de l'àrab mujmà, 'mercat', si bé aquesta procedència és força discutida.